# The Illinois
The Illinois (ook Mile High Illinois) was een voorgestelde wolkenkrabber met een hoogte van één Engelse mijl of omgerekend 1.609 meter. De wolkenkrabber, die nooit werd gebouwd, zou daarmee vier keer zo hoog zijn geweest als het hoogste gebouw toen het ontwerp in 1956 uitkwam, het Empire State Building, en zou ook in het heden het hoogste gebouw ter wereld zijn. De toren was ontworpen door Frank Lloyd Wright en zou 528 verdiepingen tellen. De geplande locatie van het gebouw was aanvankelijk de door Wright ontworpen en nooit gerealiseerde stad Broadacre City, maar werd later een plek langs de kust van Chicago bij het Adler Planetarium.
De hoogte van 1.609 meter zou de zogenaamde architectonische hoogte zijn, maar met de ruim honderd meter hoge antenne, die zich op het dak zou bevinden, zou de totale hoogte uitkomen op 1.739 meter. The Illinois was bedoeld om kantoren, appartementen voor 100.000 mensen, winkels, hotels, concertzalen met plaats voor 70.000 mensen en hangende tuinen huis te vesten. Daarnaast werden de negen bovenste verdiepingen vrijgehouden voor televisiestudio's. In de spits zou zich apparatuur bevinden om berichten te verzenden en te ontvangen van overzeese gebieden.

## Geschiedenis
Hoe Wright op het idee kwam om de toren te ontwerpen is niet bekend, maar er zijn twee bekende theorieën. Volgens de ene theorie begon Wright met het ontwerpen, nadat een groep mensen uit Chicago hem een wolkenkrabber van een halve mijl voorstelde. Daarop zou hij hebben gereageerd met: "Why a half mile? Why not a mile" (vertaling: Waarom een halve mijl? Waarom geen mijl?). Een ander verhaal gaat dat hij werd verzocht een televisieantenne te ontwerpen. Op 25 augustus 1956 presenteerde hij het ontwerp en gaf aan dat The Illinois zich nog in de ontwerpfase bevond. Wright gaf aan dat de bouw van het gebouw prijzig was, maar dat per vierkante meter kantoorruimte de prijs juist laag zou zijn. Halverwege oktober kwam Wright voor drie dagen naar Chicago om daar zijn gebouw te promoten. In Chicago liet hij een zeven meter hoge ontwerptekening zien en gaf hij het gebouw ook zijn naam, The Illinois. Wright beweerde dat het gebouw het "achtste wereldwonder" zou worden en als reactie op de presentatie, benoemde destijdse burgemeester Richard J. Daley 17 oktober tot "Frank Lloyd Wright day". Ook maakte een aannemer uit Chicago een schatting van de prijs van het gebouw en kwam uit op een bedrag van $3 miljard. De aannemer vertelde ook dat er nooit genoeg geld voor de bouw kon worden opgehaald. De bouw van de Illinois werd nooit gerealiseerd.

## Architectuur
The Illinois zou een kern van roestvrij staal en beton hebben met daaraan vast cantilevers, de verdiepingen. Dat ontwerp was volgens Wright soortgelijk aan dat van een boom met een stam met daaraan takken en was volgens hem niets nieuws. In de kern zouden zich onder andere de bedrading en de waterleidingen bevinden. Het exterieur van The Illinois zou uit plexiglas bestaan dat omlijst zou worden met goudgetint metaal. Voor de stevigheid zou de fundatie bestaan uit een omgekeerde kegel die 1.000 voet of omgerekend 305 meter diep in de grond zou steken. Volgens Wright zou het ontwerp door zijn constructie een laag gewicht hebben en relatief goedkoop te bouwen zijn, doordat het gebouw geen complex stalen skelet zou hebben. De 76 liften zouden volgens het ontwerp een eigen motor hebben, die wordt aangedreven door kernenergie, en met een snelheid van 100 km/h reizen. Om genoeg mensen te kunnen vervoeren zouden de liften per lift genoeg plaats bieden voor 100 mensen. Aan de voet van het gebouw zou een parkeerplaats komen met plaats voor 15.000 voertuigen en ruim 100 helikopters.